# 赵园
趙園（1945年—），汉族，第十一届全国政协委员。
担任中国社会科学院文学研究所研究员。2008年，当选第十一届全国政协委员，代表社会科学界，分入第三十二组。